# Labets-Biscay
Labets-Biscay település Franciaországban, Pyrénées-Atlantiques megyében. Lakosainak száma 144 fő (2022. január 1.). Labets-Biscay Amendeuix-Oneix, Béguios, Bergouey-Viellenave, Gabat, Ilharre, Luxe-Sumberraute és Masparraute községekkel határos.

## Népesség
A település népességének változása:
| Lakosok száma | 149  | 155  | 161  | 160  | 159  | 159  | 154  | 149  | 144  |
|               | 2013 | 2015 | 2016 | 2017 | 2018 | 2019 | 2020 | 2021 | 2022 |